# Championnat des îles Cook de football 2017
Navigation
Saison précédente Saison suivante
La saison 2017 du Championnat des îles Cook de football est la soixante-septième édition du championnat de première division aux Îles Cook. Les sept meilleurs clubs de Roratanga sont regroupés au sein d'une poule unique, la Round Cup, où ils s'affrontent deux fois au cours de la saison. Il n’y a ni promotion, ni relégation en fin de saison.
C'est le Tupapa Maraerenga FC qui est sacré champion des îles Cook cette saison après avoir terminé en tête du classement final, avec neuf points d'avance sur le Nikao Sokattack FC et dix sur le tenant du titre, le Puaikura FC. C'est le treizième titre de champion des îles Cook de l’histoire du club.

## Les clubs participants
- Puaikura FC
- Tupapa Maraerenga FC
- Puaikura FC
- Avatiu FC
- Takuvaine FC
- Matavera FC
- Titikaveka FC

## Compétition

### Classement
Le barème utilisé pour établir le classement est le suivant :
- Victoire : 3 points
- Match nul : 1 point
- Défaite : 0 point

| Rang | Équipe               | Pts | J  | G  | N | P | Bp | Bc | Diff |
| ---- | -------------------- | --- | -- | -- | - | - | -- | -- | ---- |
| 1    | Tupapa Maraerenga FC | 31  | 12 | 10 | 1 | 1 | 54 | 14 | +40  |
| 2    | Nikao Sokattack FC   | 22  | 12 | 6  | 4 | 2 | 29 | 19 | +10  |
| 3    | Puaikura FC'T'C      | 21  | 12 | 6  | 3 | 3 | 31 | 21 | +10  |
| 4    | Takuvaine FC         | 20  | 12 | 6  | 2 | 4 | 21 | 23 | -2   |
| 5    | Matavera FC          | 10  | 12 | 2  | 4 | 6 | 19 | 23 | -4   |
| 6    | Titikaveka FC        | 8   | 12 | 2  | 2 | 8 | 25 | 54 | -29  |
| 7    | Avatiu FC            | 5   | 12 | 1  | 2 | 9 | 14 | 39 | -25  |

|  | Qualification pour la Ligue des champions de l'OFC 2018     |
|  | T : Tenant du titre C : Vainqueur de la Coupe des îles Cook |

### Matchs
| Résultats (▼dom., ►ext.) | AVA | MAT | NIK | PUA | TAK | TIT | TUP |
| Avatiu FC                |     | 3-6 | 2-2 | 1-3 | 0-3 | 2-6 | 1-6 |
| Matavera FC              | 0-0 |     | 0-3 | 1-1 | 1-2 | 5-1 | 2-2 |
| Nikao Sokattack FC       | 3-0 | 2-2 |     | 1-1 | 1-1 | 7-0 | 0-6 |
| Puaikura FC              | 3-1 | 3-1 | 0-2 |     | 2-0 | 8-3 | 0-1 |
| Takuvaine FC             | 1-0 | 1-0 | 1-2 | 3-2 |     | 6-3 | 1-3 |
| Titikaveka FC            | 0-3 | 2-1 | 3-4 | 3-3 | 2-2 |     | 0-7 |
| Tupapa Maraerenga FC     | 6-1 | 3-0 | 3-2 | 4-5 | 7-0 | 6-2 |     |

## Bilan de la saison
| Championnat des îles Cook de football 2017 |                                  |
| Champion                                   | Tupapa Maraerenga FC (13e titre) |
| Coupes et trophées                         |                                  |
| Vainqueur de la Coupe des îles Cook 2017   | Puaikura FC                      |
| Qualifications continentales               |                                  |
| Ligue des champions de l'OFC 2018          | Tupapa Maraerenga FC             |
| Promotions et relégations                  |                                  |
| Promus en Round Cup                        | Aucun                            |
| Relégués                                   | Aucun                            |